# Roland Krischke
Roland Krischke (* 1967 in Heidelberg) ist ein deutscher Literaturwissenschaftler und seit 2016 Direktor des Lindenau-Museums Altenburg.

## Leben
Krischke studierte in Heidelberg, Münster und Wien Romanistik, Slawistik und Philosophie. Später absolvierte er ein Promotionsstudium in Germanistik an der Johann Wolfgang Goethe-Universität Frankfurt am Main. Thema seiner 2006 abgeschlossenen Dissertation war das Werk des aus Bruchsal stammenden Schriftstellers und Journalisten Emil Belzner. Von 1995 bis 1998 arbeitete Krischke im Heidelberger Museum Haus Cajeth. Von 2002 bis 2007 war er wissenschaftlicher Mitarbeiter am Landesmuseum Mainz sowie in der Max-Slevogt-Galerie auf Schloss Villa Ludwigshöhe in Edenkoben und arbeitete dort an der Neukonzeption des Landesmuseums sowie an Ausstellungen in Mainz und Edenkoben mit. Von 2007 bis 2013 baute er bei der Stiftung Schloss Friedenstein Gotha als Direktor Kommunikation und Bildung das entsprechende Referat auf.
Im Jahre 2014 gründete er gemeinsam mit Roman Pliske in Heidelberg den Morio Verlag als Imprint des Mitteldeutschen Verlages. Im Morio Verlag erscheint u. a. die von Krischke herausgegebene Reihe der „Stationen“, für die er mit „Schopenhauer in Gotha“ und „Turgenjew in Heidelberg“ (noch für den Mitteldeutschen Verlag) zwei Bände selbst verfasste.
2016 übernahm Krischke die Position als Direktor des Lindenau-Museums Altenburg. Ein Jahr später legte er mit „Der Leuchtturm an der Blauen Flut – Das Lindenau-Museum und die Altenburger Trümpfe“ einen Masterplan für die Zukunft des Museums vor, dessen Umsetzung die Bundesrepublik Deutschland und der Freistaat Thüringen seit 2018 mit erheblichen Mitteln ermöglichen. Seit 2017 ist Krischke Vorstandsvorsitzender der dem Lindenau-Museum nahestehenden Stiftung Gerhard Altenbourg, die den Nachlass des Künstlers Gerhard Altenbourg betreut. 2019 wurde Krischke in den Vorstand des Museumsverbandes Thüringen gewählt, dessen Präsidentenamt er am 16. September 2022 bis zum Verbandstag 2023 kommissarisch übernommen hat. Seit 2020 ist Krischke zudem Mitglied des Kuratoriums der Kulturstiftung Thüringen.

## Mitgliedschaften (Auswahl)
- Altenburger Schlossverein e. V.
- Deutscher Museumsbund e. V.
- Gerhard Altenbourg Gesellschaft e. V.
- Geschichts- und Altertumsforschende Gesellschaft des Osterlandes e. V.
- Goethe-Gesellschaft in Weimar e. V.
- ICOM Deutschland e. V.
- Museumsverband Thüringen e. V.

## Auszeichnungen
2010: Medienpreis "Rasselbock" als bester Pressesprecher, vergeben von der Landespressekonferenz Thüringen

## Publikationen (Auswahl)
- Der Leuchtturm an der Blauen Flut – Das neue Lindenau-Museum und die Altenburger Trümpfe, Altenburg (Lindenau-Museum) 2017
- mit Anja Grebe: Wege zu Cranach – Kultur-Reiseführer, Halle an der Saale (Mitteldeutscher Verlag) 2015, zweite Auflage 2017, ISBN 978-3-95462-400-3
- I. S. Turgenjew in Heidelberg (Stationen 8), Halle an der Saale (Mitteldeutscher Verlag) 2014, ISBN 978-3-95462-235-1
- Arthur Schopenhauer in Gotha (Stationen 1), Halle an der Saale (Mitteldeutscher Verlag) 2013, ISBN 978-3-95462-024-1
- mit Sigrun Paas: Max Slevogt in der Pfalz – Katalog der Max Slevogt-Galerie in der Villa Ludwigshöhe in Edenkoben, Berlin / München (Deutscher Kunstverlag) 2005, zweite Auflage 2009, ISBN 978-3-422-06587-1
- Das schriftstellerische Werk Emil Belzners (1901–1979) – Darstellung, Analyse, Gesamtbibliographie, Dissertation an der Johann-Wolfgang Goethe-Universität Frankfurt am Main, Heidelberg (Winter) 2006, ISBN 978-3-8253-5224-0
- Emil Belzner (1901–1979) – Schriftsteller und Journalist. Begleitbuch zur Ausstellung im Germanistischen Seminar der Universität Heidelberg (14. März bis 19. April 2002), Heidelberg (Kurpfälzischer Verlag) 2002, ISBN 978-3-924566-18-0

## Herausgeberschaften
- Dieter Blume: Ein Engel im Atelier – Zu Gast bei Gerhard Altenbourg, herausgegeben für die Stiftung Gerhard Altenbourg von Roland Krischke. Mit einem Nachwort von Roland Krischke, Göttingen (Wallstein) 2021, ISBN 978-3-8353-3914-9
- Grünes im Quadrat – Historische Gärten im Altenburger Land (Katalog zu den Ausstellungen im Naturkundemuseum Mauritianum, Residenzschloss Altenburg, Lindenau-Museum und Museum Burg Posterstein 2021), herausgegeben von Roland Krischke, Dresden (Sandstein Verlag) 2021, ISBN 978-3-95498-608-8
- Buben, Damen, Könige – Rolf Szymanski und Gerhard-Altenbourg (Katalog zur Ausstellung im Lindenau-Museum Altenburg vom 18. März bis 24. Juni 2018), herausgegeben für das Lindenau-Museum von Roland Krischke, Altenburg (Lindenau-Museum) 2018, ISBN 978-3-86104-142-9
- Bella Italia – Das Museum Haus Cajeth Heidelberg zu Gast im Lindenau-Museum (Begleitband zur Ausstellung im Lindenau-Museum Altenburg, 23. Juli bis 15. Oktober 2017), herausgegeben für das Lindenau-Museum von Roland Krischke, Altenburg (Lindenau-Museum) 2017, ISBN 978-3-86104-137-5
- Palmyra – Zerstörte Erinnerung (Begleitband zur Ausstellung im Lindenau-Museum Altenburg, 2. April bis 2. Juli 2017), herausgegeben für das Lindenau-Museum von Roland Krischke, Altenburg (Lindenau-Museum) 2017, ISBN 978-3-86104-133-7
- Egon Hassbecker: Haspelgasse 12 in Heidelberg – Erinnerungen eines Bildersammlers, herausgegeben von Roland Krischke und Barbara Schulz, Heidelberg (Morio Verlag) 2016, ISBN 978-3-945424-24-7
- Fritz Wildhagen: Afrika kam durch die Luft. Erinnerungen, Novellen, Capricci, hrsg. und mit einem Nachwort versehen von Roland Krischke, Heidelberg (Elfenbein) 1998, ISBN 978-3-932245-10-7
- Friedrich Burschell: Erinnerungen 1889–1919, hrsg. von Roland Krischke, Ludwigshafen (Veröffentlichungen des Stadtarchivs Ludwigshafen am Rhein, Band 23) 1997, ISBN 978-3-924667-27-6
- Kurt Wildhagen – Der Weise von Heidelberg. Ein Buch zur Ausstellung in der Stadtgeschichtlichen Abteilung des Kurpfälzischen Museums der Stadt Heidelberg; 5. Nov. 1997 bis 18. Jan. 1998, hrsg. für das Kurpfälzische Museum von RK und Frieder Hepp. Mit einem Vorwort von Frieder Hepp und Beiträgen von Michael Buselmeier, Susanne Himmelheber, Roland Krischke und Michael Philipp, Heidelberg (Heidelberger Verlagsanstalt) 1997, ISBN 978-3-8253-7110-4